# Cantón Palora
Palora es uno de los 12 cantones de la provincia de Morona Santiago en Ecuador, creado mediante decreto N.º 521 de fecha 22 de junio de 1972 y publicado en el registro oficial N.º 92 del 30 de junio de 1972, según las proyecciones poblacionales totales provinciales 2010 – 2050 del Instituto Nacional de Estadísticas y Censos [INEC] para el 2021 tiene una población aproximada de 7884 habitantes. Su cabecera cantonal es la ciudad de Palora.
Hasta el año 2014 se encontraba incomunicada, ya que la única forma de cruzar el Río Pastaza era por una gabarra que llevaba a los buses y camiones; a partir del 23 de diciembre del 2015 cuenta con puente de 220 metros de longitud, que une al cantón Palora, en la provincia de Morona Santiago y con la provincia de Pastaza.
El Cantón Palora es conocido como el Edén de la Amazonía, por cuanto más del 50% de su territorio pertenece al área protegida del Parque Nacional Sangay, escenario natural que permite apreciar una gran diversidad de flora y fauna, importantes cascadas, lagunas y ríos.

## Extensión y límites
El cantón Palora tiene una extensión de 1436km2. Sus límites son:
- Al norte con los cantones Baños y Mera.
- Al sur con Cantón Huamboya.
- Al este con el cantón Pastaza.
- Al oeste con la provincia de Chimborazo en el Parque nacional Sangay.

## División política
Palora se divide en cinco parroquias:

Parroquia Urbana
- Palora, (Metzera) cabecera cantonal.

Parroquias Rurales
- Sangay (Cab. en Nayamanaca).
- 16 de Agosto.
- Arapicos.
- Cumandá (Cab. en Colonia Agrícola Sevilla del Oro).

## Economía
Su principal producto de exportación es la Pitahaya. El 22 de junio de 2018, el Servicio Nacional de Derechos Intelectuales de Ecuador otorgó la denominación de origen de la Pitahaya de Palora.